# قسم زيويه
قسم زيويه، (بالكردية: ناوچەی زێویە‏)، هي قسم في مقاطعة سقز، محافظة كردستان في إيران. 
حسب إحصاءات عام 2006، بلغ إجمالي السكان في قسم زيويه 30,912 نسمة وعدد المساكن بلغ 6,230 مسكن.
‌